# Elvira Palazuelos
Elvira Palazuelos (Madrid, 1984) es una artista española.

## Trayectoria
Palazuelos inició su actividad artística en la Academia Provincial de Dibujo de Burgos y en el taller de cerámica de la escultora Ana Núñez. Se graduó en Bellas Artes en la Universidad del País Vasco y también realizó un Máster en Arte, Creación e Investigación en la Universidad Complutense de Madrid.
Ha complementado su formación en la Escuela de Bellas Artes de París, en la Escuela de Artes Visuales de Nueva York y en la Slade School of Fine Art de Londres. Ha participado como asistente de proyectos expositivos en la galería L'oeil ouvert y el Museo del Louvre de París, y ha desarrollado ilustraciones y vídeos para grupos musicales y proyectos editoriales. 
En 2010 comenzó a trabajar como docente de secundaria y en 2016 se trasladó a Canadá donde impartió clases y talleres de educación artística y lenguaje. Posteriormente, volvió a España y reside en Pamplona.

## Obra
Palazuelos hace uso de distintas técnicas y formatos variados además de disciplinas híbridas. A través de su obra busca crear atmósferas de alucinación mediante el uso de dibujos, imágenes y espacios alterados. Sus proyectos han sido expuestos en centros de arte contemporáneo como Centro Huarte, CAB de Burgos, MUSAC León, Centro Centro Cibeles o La Casa Encendida de Madrid, entre otros, y en ferias de arte como 948 Merkatua en Navarra o Hybrid en Madrid.

## Exposiciones
Entre sus principales exposiciones, encontramos: 
- CTRL+C / CTRL+V. Edificio El Sario de la Universidad Pública de Navarra. 2021. Exposición realizada con la ayuda del Gobierno de Navarra y el Centro Huarte de Arte Contemporáneo en la que Elvira Palazuelos, mediante collage digitales, busca romper con el discurso patriarcal dominante y deconstruir la estética femenina creada por la industria del cine y la publicidad. En sus collages de colores vibrantes en contraste con el blanco y negro se leen extractos de diálogos de las películas de cuyas imágenes se sirve para esta ruptura de discurso.[3]
- Sites in between. Edificio El Sario de la Universidad Pública de Navarra. 2018. Colección de dibujos realizados para ser visionados en 3D con instalación de papel y cintas de colores.[6]